# Петрова, Екатерина Викторовна
Екатерина Викторовна Петрова (род. 11 сентября 1969 года) — мастер спорта России международного класса (спортивное ориентирование на лыжах, 1996),
серебряный призёр чемпионата мира в эстафете.

## Биография
Е. В. Петрова выполнила нормативы мастера спорта в 1988 году, ей было вручено удостоверение за № 235933.
Десятикратная чемпионка Ленинграда/Санкт-Петербурга (1989—1998),
многократная победительница зимних Всесоюзных соревнований, Чемпионатов СССР и России (8 только золотых медалей, в 1988—1995 гг.),
участница четырёх Чемпионатов мира.
В 1996 году стала мастером спорта международного класса,
так была отмечена серебряная награда в эстафете на чемпионате мира 1996 года.
В 1996 году стала первым чемпионом России по велоориентированию.
После окончания карьеры работает детским тренером в Санкт-Петербурге.